# Саб 2000
Саб 2000 (Saab 2000) је један од најбржих икада произведених путничких авиона које покрећу елисно-млазни мотори. Овај авион је способан да крстари на својој висини крстарења при брзини од 665 km/h са 50 путника у авиону. Овај авион је способан да постиже брзине приближне авиону којег покрећу турбо-млазни мотори, а ипак задржава потрошњу горива авиона којег покрећу елисни мотори.

## Развој
Коорпорација Сааб је почела развој овог авиона средином децембра 1988. године. Развој авиона је почео Кросеровом поруџбином 25 примерка овог авиона. Авион је требало да уђе у службу 1993. године, али је због одлагања авион ушао у службу једну годину касније.
Први лет овај авион је обавио 26. марта 1992. године. Професионалне сертификације авион је добио током марта и априла 1994, а у службу авион је ушао пар месеци касније.

## Конструкција
Сааб 2000 је развијен из модела Сааб 340. За разлику од Сааба 340, овај авион је имао већу површину крила за 15% и био је дужи за 7,55m, што је омогућило авиону да понесе до 58 путника.
Сааб 2000 је био први авион који је користио моторе Ролс-Ројс АЕ 2100 (које је тада производила фирма Алисон). Мотори АЕ 2100 су имали 6 лопатица. На сваком крилу се налазио по један мотор, као и на Саабу 340, али су за разлику од Сааба 340 мотори били удаљенији од трупа, како би се смањила бука у кабини.
Авион има резервоар за гориво од 5100 литара, што авиону омогућава максималан долет од 2868km и летове у дужини до 3 часова.
Авионику авиона је развила компанија Роквел Колинс (Роквел Колинс Про Лајн 4).
Простор за пртљаг се налази на задњем делу авиона и износи 8,5 m³.
Авион карактеришу 4 врата, од којих се 2 врата налазе са леве стране на предњем делу авиона и са десне стране на задњем делу авиона. Остала двоја врата се налазе изнад крила авиона и користе се у случају ванредне ситуације.

## Унутрашњост
Ширина кабине износи 2,06 m, што омогућује да се у авион постави три попречно постављена седишта у једној - економској путничкој класи. Ширина седишта износи око 50 cm, док је простор између седишта широк око 40 cm. Ормарићи за путнике су се налазили изнад два седишта, који су били једно поред другог.
У авиону су постављена два седишта за стјуардесу или стјуарда, која се налазе на предњем или задњем делу кабине.
У авиону се налази један тоалет и налази се на предњем делу авиона, поред кокпита.

## Оператери
Коорпорација Сааб је произвела 63 примерка овог авиона у периоду од 1994. до 1999. године од којих су 57 и данас у употреби. Укупно 25 авио-компанија је користило или користи овај авион.

## Галерија
- Авион након полетања
- Авион током слетања
- Мотор авиона
- Мотор авиона
- Авион са отвореним теретним вратима
- Саб 340